# أندريه فريزر
أندريه فريزر (بالإنجليزية: Andre Frazier)‏ هو لاعب كرة قدم أمريكية أمريكي، ولد في 29 يونيو 1982.

## وصلات خارجية
- أندريه فريزر على موقع مرجع كرة القدم المحترفة.كوم (الإنجليزية)